# Gran dio del cielo
se fossi una rondinella 

vorrei volar, vorrei volar 

vorrei volare in braccio alla mia bella»
(Gran dio del cielo)
Gran dio del cielo è un canto di ispirazione popolare e militare, presente nel repertorio dei cori alpini e molto diffusa nell'Italia centro-settentrionale.

## Prendi il fucile e gettalo per terra (Gran dio del cielo)
Vogliam la pace vogliam la pace 

Vogliam la pace e non vogliam più la guerra ...»
(Prendi il fucile e gettalo per terra (Gran dio del cielo))
(Prendi il fucile e gettalo per terra) Gran dio del cielo è una versione di autore anonimo del canto popolare Gran dio del cielo, anch'essa presente nel repertorio dei cori alpini.
Questa versione della canzone nasce durante la prima guerra mondiale in un clima di situazioni di crisi e, come le altre canzoni di protesta, circolava fra la truppa clandestinamente. Questi canti clandestini e anonimi, nonostante fossero segreti, erano molto diffusi e costituivano una reazione sotterranea al mondo militare. Erano testi solidaristi, sovversivi, antimilitaristi e contestatari. 
Questi testi venivano cantati segretamente o di nascosto perché potevano scaturire processi per disfattismo o tradimento. Fra tutte (Prendi il fucile e gettalo per terra) Gran dio del cielo,  parodia della canzone Dio del cielo se fossi una rondinella... che diventava «Prendi il fucile e gettalo per terra, Vogliam la pace e non vogliam più la guerra ...»